# پورتیجویل (نیویورک)
پورتیجویل (به انگلیسی: Portageville) یک منطقهٔ مسکونی در ایالات متحده آمریکا است که در شهرستان وایومینگ، نیویورک واقع شده‌است. پورتیجویل ۳۳۹٫۸۶ متر بالاتر از سطح دریا واقع شده‌است.